# Modena Volley 2018-2019
Questa voce raccoglie le informazioni riguardanti il Modena Volley nelle competizioni ufficiali della stagione 2018-2019.

## Organigramma societario
Area direttiva
- Presidente: Catia Pedrini
- Vicepresidente: Giulia Gabana
- Direttore generale: Andrea Sartoretti
- Segreteria generale: Luca Rigolon

Area organizzativa
- Direttore sportivo: Andrea Sartoretti
- Team manager: Fabio Donadio
- Responsabile palasport: Laura Oliviero
- Direttore operativo: Elisa Bergonzini

Area tecnica
- Allenatore: Julio Velasco
- Allenatore in seconda: Luca Cantagalli
- Scout man: Roberto Ciamarra
- Assistente allenatore: Paolo Zambolin
- Responsabile settore giovanile: Giulio Salvioli

Area comunicazione
- Addetto stampa: Gian Paolo Maini
- Responsabile comunicazione: Pietro Barone

Area marketing
- Social media manager: Enrico Bertoni
- Area commerciale: Giuseppe Goldoni, Andrea Parenti
- Responsabile rapporti sponsor e eventi: Elisa Peia, Elisa Patrizzoli
- Biglietteria: Luca Rigolon

Area sanitaria
- Staff medico: Davide Luppi, Michel Sabbagh, Lorenzo Segre
- Preparatore atletico: Sebastian Carotti
- Fisioterapista: Francesco Bettalico, Antonio Brogneri, Andrea Ferrauto

## Rosa
| N° | Nome                  | Ruolo | Data di nascita  | Nazionalità sportiva |
| -- | --------------------- | ----- | ---------------- | -------------------- |
| 1  | Bartosz Bednorz       | S     | 25 luglio 1994   | Polonia              |
| 2  | Kévin Tillie          | C     | 2 novembre 1990  | Francia              |
| 3  | Lorenzo Benvenuti     | L     | 8 luglio 1994    | Italia               |
| 4  | Marco Pierotti        | S     | 19 giugno 1996   | Italia               |
| 5  | Luuc Van der Ent      | C     | 27 luglio 1998   | Paesi Bassi          |
| 7  | Salvatore Rossini     | L     | 13 luglio 1986   | Italia               |
| 8  | Giulio Pinali         | S/O   | 2 aprile 1997    | Italia               |
| 9  | Ivan Zaytsev          | S/O   | 2 ottobre 1988   | Italia               |
| 10 | Jennings Franciskovic | P     | 10 maggio 1995   | Stati Uniti          |
| 11 | Micah Christenson     | P     | 8 maggio 1993    | Stati Uniti          |
| 12 | Maxwell Holt          | C     | 12 marzo 1987    | Stati Uniti          |
| 13 | Simone Anzani         | C     | 24 febbraio 1992 | Italia               |
| 14 | Andrea Truocchio      | C     | 10 febbraio 2000 | Italia               |
| 16 | Matteo Lusetti        | P     | 6 agosto 2002    | Italia               |
| 17 | Tine Urnaut           | S/O   | 3 settembre 1988 | Slovenia             |
| 18 | Daniele Mazzone       | C     | 4 giugno 1992    | Italia               |
| 24 | Denys Kaliberda       | S     | 24 giugno 1990   | Germania             |
| 25 | Wessel Keemink        | P     | 29 maggio 1993   | Paesi Bassi          |

## Risultati

### Superlega

#### Girone di andata
| 1ª giornata - 14 ottobre 2018 PalaPanini, Modena              | Modena             | 3 - 0 | Argos              | 25-18, 25-18, 25-18               |
| 2ª giornata - 21 ottobre 2018 PalaFlorio, Bari                | New Mater          | 2 - 3 | Modena             | 17-25, 25-23, 19-25, 25-20, 10-15 |
| 3ª giornata - 28 ottobre 2018 PalaDeAndré, Ravenna            | Porto Robur Costa  | 1 - 3 | Modena             | 23-25, 25-18, 22-25, 16-25        |
| 4ª giornata - 1º novembre 2018 PalaPanini, Modena             | Modena             | 3 - 0 | Powervolley Milano | 25-15, 25-18, 25-17               |
| 5ª giornata - 4 novembre 2018 PalaBarbuto, Napoli             | Top Volley Latina  | 0 - 3 | Modena             | 23-25, 16-25, 18-25               |
| 6ª giornata - 7 novembre 2018 PalaPanini, Modena              | Modena             | 3 - 0 | Padova             | 25-23, 25-18, 31-29               |
| 7ª giornata - 11 novembre 2018 PalaEvangelisti, Perugia       | Sir Safety Perugia | 3 - 1 | Modena             | 25-22, 25-22, 23-25, 25-16        |
| 8ª giornata - 18 novembre 2018 PalaPanini, Modena             | Modena             | 2 - 3 | Lube               | 25-21, 29-31, 20-25, 27-25, 9-15  |
| 9ª giornata - 25 novembre 2018 PalaCalafiore, Reggio Calabria | Callipo            | 0 - 3 | Modena             | 19-25, 17-25, 14-25               |
| 10ª giornata - 2 dicembre 2018 Palazzetto dello Sport, Monza  | Milano             | 0 - 3 | Modena             | 23-25, 23-25, 25-27               |
| 11ª giornata - 8 dicembre 2018 PalaPanini, Modena             | Modena             | 3 - 2 | Emma Villas        | 23-25, 25-22, 29-31, 25-22, 15-8  |
| 12ª giornata - 16 dicembre 2018 PalaTrento, Trento            | Trentino           | 3 - 1 | Modena             | 24-26, 25-23, 25-23, 25-20        |
| 13ª giornata - 23 dicembre 2018 PalaPanini, Modena            | Modena             | 3 - 1 | BluVolley Verona   | 26-24, 24-26, 25-23, 25-21        |

#### Girone di ritorno
| 1ª giornata - 26 dicembre 2018 PalaCoccia, Veroli                | Argos              | 2 - 3 | Modena             | 28-30, 19-25, 25-23, 26-24, 11-15 |
| 2ª giornata - 30 dicembre 2018 PalaPanini, Modena                | Modena             | 3 - 0 | New Mater          | 25-18, 25-18, 25-17               |
| 3ª giornata - 6 gennaio 2019 PalaPanini, Modena                  | Modena             | 3 - 0 | Porto Robur Costa  | 26-24, 25-21, 25-17               |
| 4ª giornata - 13 gennaio 2019 Mediolanum Forum, Assago           | Powervolley Milano | 3 - 0 | Modena             | 25-22, 25-22, 25-20               |
| 5ª giornata - 20 gennaio 2019 PalaPanini, Modena                 | Modena             | 3 - 0 | Top Volley Latina  | 25-19, 25-21, 25-18               |
| 6ª giornata - 27 gennaio 2019 Palasport San Lazzaro, Padova      | Padova             | 2 - 3 | Modena             | 35-33, 23-25, 16-25, 25-23, 20-22 |
| 7ª giornata - 3 febbraio 2019 PalaPanini, Modena                 | Modena             | 1 - 3 | Sir Safety Perugia | 25-23, 18-25, 20-25, 21-25        |
| 8ª giornata - 17 febbraio 2019 PalaCivitanova, Civitanova Marche | Lube               | 3 - 0 | Modena             | 25-17, 25-14, 25-19               |
| 9ª giornata - 24 febbraio 2019 PalaPanini, Modena                | Modena             | 3 - 1 | Callipo            | 22-25, 25-18, 25-18, 25-20        |
| 10ª giornata - 3 marzo 2019 PalaPanini, Modena                   | Modena             | 1 - 3 | Milano             | 22-25, 26-28, 25-20, 18-25        |
| 11ª giornata - 10 marzo 2019 PalaMensSana, Siena                 | Emma Villas        | 2 - 3 | Modena             | 14-25, 19-25, 29-27, 30-28, 9-15  |
| 12ª giornata - 17 marzo 2019 PalaPanini, Modena                  | Modena             | 0 - 3 | Trentino           | 19-25, 17-25, 22-25               |
| 13ª giornata - 24 marzo 2019 PalaOlimpia, Verona                 | BluVolley Verona   | 2 - 3 | Modena             | 15-25, 20-25, 25-23, 25-19, 12-15 |

#### Play-off scudetto
| Quarti di finale (gara 1) - 30 marzo 2019 PalaPanini, Modena            | Modena             | 3 - 0 | Powervolley Milano | 25-20, 25-14, 27-25              |
| Quarti di finale (gara 2) - 6 aprile 2019 PalaPiantanida, Busto Arsizio | Powervolley Milano | 1 - 3 | Modena             | 25-17, 20-25, 21-25, 20-25       |
| Semifinali (gara 1) - 16 aprile 2019 PalaEvangelisti, Perugia           | Sir Safety Perugia | 3 - 1 | Modena             | 25-15, 26-24, 21-25, 26-24       |
| Semifinali (gara 2) - 19 aprile 2019 PalaPanini, Modena                 | Modena             | 3 - 2 | Sir Safety Perugia | 19-25, 25-22, 25-22, 23-25, 15-9 |
| Semifinali (gara 3) - 22 aprile 2019 PalaEvangelisti, Perugia           | Sir Safety Perugia | 3 - 1 | Modena             | 21-25, 25-17, 27-25, 25-22       |
| Semifinali (gara 4) - 25 aprile 2019 PalaPanini, Modena                 | Modena             | 3 - 0 | Sir Safety Perugia | 25-19, 25-23, 25-17              |
| Semifinali (gara 5) - 28 aprile 2019 PalaEvangelisti, Perugia           | Sir Safety Perugia | 3 - 2 | Modena             | 19-25, 27-25, 23-25, 25-20, 15-8 |

### Coppa Italia

#### Fase a eliminazione diretta
| Quarti di finale - 24 gennaio 2019 PalaPanini, Modena          | Modena             | 3 - 1 | Powervolley Milano | 28-30, 25-22, 25-22, 25-20 |
| Semifinali - 9 febbraio 2019 Unipol Arena, Casalecchio di Reno | Sir Safety Perugia | 3 - 0 | Modena             | 25-18, 28-26, 25-17        |

### Supercoppa italiana

#### Fase a eliminazione diretta
| Semifinali - 6 ottobre 2018 PalaEvangelisti, Perugia | Lube   | 2 - 3 | Modena   | 26-28, 28-26, 25-22, 19-25, 13-15 |
| Finale - 7 ottobre 2018 PalaEvangelisti, Perugia     | Modena | 3 - 2 | Trentino | 25-23, 25-19, 16-25, 18-25, 15-8  |

### Champions League

#### Fase a gironi
| 1ª giornata - 22 novembre 2018 PalaCivitanova, Civitanova Marche | Lube        | 3 - 0 | Modena      | 25-22, 30-28, 25-22        |
| 2ª giornata - 19 dicembre 2018 PalaPanini, Modena                | Modena      | 3 - 1 | ZAKSA       | 25-23, 25-21, 22-25, 26-24 |
| 3ª giornata - 16 gennaio 2019 PalaPanini, Modena                 | Modena      | 3 - 0 | Karlovarsko | 26-24, 25-22, 25-17        |
| 4ª giornata - 31 gennaio 2019 Hala Azoty, Kędzierzyn-Koźle       | ZAKSA       | 3 - 1 | Modena      | 22-25, 26-24, 25-21, 25-22 |
| 5ª giornata - 13 febbraio 2019 PalaPanini, Modena                | Modena      | 1 - 3 | Lube        | 27-25, 26-28, 23-25, 21-25 |
| 6ª giornata - 27 febbraio 2019 KV Arena, Karlovy Vary            | Karlovarsko | 0 - 3 | Modena      | 18-25, 21-25, 19-25        |

## Statistiche

### Statistiche di squadra
| Competizione        | Punti | In casa | In casa | In casa | In trasferta | In trasferta | In trasferta | Totale | Totale | Totale |
| Competizione        | Punti | G       | V       | P       | G            | V            | P            | G      | V      | P      |
| ------------------- | ----- | ------- | ------- | ------- | ------------ | ------------ | ------------ | ------ | ------ | ------ |
| Superlega           | 49    | 16      | 12      | 4       | 17           | 10           | 7            | 33     | 22     | 11     |
| Coppa Italia        | -     | 1       | 1       | 0       | 0            | 0            | 0            | 2      | 1      | 1      |
| Supercoppa italiana | -     | -       | -       | -       | -            | -            | -            | 2      | 2      | 0      |
| Champions League    | 9     | 3       | 2       | 1       | 3            | 1            | 2            | 6      | 3      | 3      |
| Totale              | -     | 20      | 15      | 5       | 20           | 11           | 9            | 43     | 28     | 15     |

G = partite giocate; V = partite vinte; P = partite perse